# Sterphus spinosa
Sterphus spinosa är en tvåvingeart som först beskrevs av Shannon 1925. Sterphus spinosa ingår i släktet Sterphus och familjen blomflugor.
Artens utbredningsområde är Panama. Inga underarter finns listade i Catalogue of Life.